# NGC 2713
NGC 2713 é uma galáxia espiral barrada (SBab) localizada na direcção da constelação de Hydra. Possui uma declinação de +02° 55' 17" e uma ascensão recta de 8 horas, 57 minutos e 20,6 segundos.
A galáxia NGC 2713 foi descoberta em 3 de Março de 1864 por Albert Marth.